# مقاطعة راسيل (كنتاكي)
مقاطعة راسيل (بالإنجليزية: Russell County, Kentucky)‏ هي إحدى مقاطعات ولاية كنتاكي في الولايات المتحدة. تأسست سنة December 14, 1825، بلغ عدد سكانها 17565 نسمة في عام 2010 حسب إحصاء مكتب تعداد الولايات المتحدة .

## وصلات خارجية
- www.russellcountyky.com
- United States Counties